# 페르 얀센
페르 얀센(Per Jansen, 1941년 12월 14일 ~ )은 노르웨이의 배우이다.
베르겐에서 태어났다.

## 영화
- 트위그슨 (2010년)
- 트윅슨: 말하는 나뭇가지 (2009년)
- 오슬로의 이상한 밤 (2007년)
- 함순 (1996년)
- 꿈꾸는 사람들 (1993년)
- 헤르만의 승리 (1990년)